# Gary McFarland
Gary McFarland (23. října 1933 Los Angeles – 3. listopadu 1971 New York) byl americký jazzový vibrafonista, aranžér a hudební producent. O jazz se začal zajímat v armádě, kde zkoušel hrát na trubku, klavír a pozoun, avšak později přesedlal na vibrafon. Později po dobu jednoho semestru studoval na Berklee College of Music. Společně s Gáborem Szabem a Calem Tjaderem vlastnil vydavatelství Skye Records. Během své kariéry spolupracoval s mnoha dalšími hudebníky, mezi něž patří například Clark Terry, Grady Tate, Steve Kuhn, Shirley Scott a Bob Brookmeyer.